# Wasilij Karucki
Wasilij Abramowicz Karucki (ros. Василий Абрамович Каруцкий, ur. 16 lutego?/28 lutego 1900 w Tomsku, zm. 13 maja 1938 w Moskwie) – funkcjonariusz radzieckich organów bezpieczeństwa żydowskiego pochodzenia, komisarz bezpieczeństwa państwowego III rangi.

## Życiorys
W latach 1918-1919 studiował na wydziale prawnym Uniwersytetu Tomskiego, od marca do czerwca 1919 był w armii admirała Kołczaka, z której zdezerterował, później służył w oddziale komunistycznej partyzantki na Syberii, w listopadzie-grudniu 1919 pracował w komitecie wykonawczym Zachodniosyberyjskiej Rady Obwodowej. Od grudnia 1919 był członkiem Ałtajskiego Gubernialnego Komitetu Rewolucyjnego i śledczy Wojskowego Trybunału Rewolucyjnego 26 Dywizji Strzeleckiej 5 Armii, od 1920 należał do RKP(b). 
Od października 1921 do października 1922 szef działu tajno-operacyjnego Wydziału Specjalnego Czeki/GPU Wschodniosyberyjskiego Okręgu Wojskowego, w październiku-listopadzie 1922 p.o. szefa, później szef Nadmorskiego Gubernialnego Oddziału GPU, od października 1922 do marca 1923 przewodniczący Specjalnej Komisji Śledczej ds. Białych we Władywostoku. Od 15 marca 1923 do 30 czerwca 1924 szef Amurskiego Gubernialnego Oddziału GPU, od września do grudnia 1924 szef działu tajno-operacyjnego Fergańskiego Obwodowego Oddziału GPU, od 1 grudnia 1924 do 23 czerwca 1929 przewodniczący GPU przy Radzie Komisarzy Ludowych Turkmeńskiej SRR i szef Wydziału Specjalnego GPU przy 1 Dywizji. Od 23 czerwca 1929 do 15 sierpnia 1931 szef Zarządu Tajno-Operacyjnego Pełnomocnego Przedstawicielstwa Głównego Zarządu Bezpieczeństwa Państwowego w Środkowej Azji i zastępca pełnomocnego przedstawiciela Głównego Zarządu Bezpieczeństwa Państwowego w Środkowej Azji, od 15 sierpnia 1931 do 10 lipca 1934 pełnomocny przedstawiciel Głównego Zarządu Bezpieczeństwa Państwowego w Kazachstanie, od 15 lipca 1934 do 10 stycznia 1935 szef Zarządu NKWD Kazachskiej ASRR. Od 9 stycznia 1935 do 15 lipca 1936 szef Zarządu NKWD Kraju Zachodniosyberyjskiego, od 29 listopada 1935 komisarz bezpieczeństwa państwowego III rangi, od 31 sierpnia do 16 grudnia 1936 szef Oddziału III Wydziału Tajno-Politycznego Głównego Zarządu Bezpieczeństwa Państwowego, od 16 grudnia 1936 do 15 kwietnia 1937 zastępca ludowego komisarza spraw wewnętrznych Białoruskiej SRR. Od 15 kwietnia do 29 września 1937 szef Zarządu NKWD obwodu zachodniego, od 29 września do 20 października 1937 szef Zarządu NKWD obwodu smoleńskiego, 17 listopada 1937 do 20 kwietnia 1938 zastępca szefa Wydziału IV Głównego Zarządu Bezpieczeństwa Państwowego, od 20 kwietnia do 12 maja 1938 szef Zarządu NKWD obwodu moskiewskiego. 
13 maja 1938 usiłował się zastrzelić, tego samego dnia zmarł.

## Odznaczenia
- Order Lenina (19 grudnia 1937)
- Order Czerwonego Sztandaru (dwukrotnie - 20 grudnia 1932 i 17 listopada 1934)
- Order Czerwonej Gwiazdy (20 lipca 1930)
- Order Czerwonego Sztandaru Pracy Turkmeńskiej SRR (23 lutego 1928)
- Order Czerwonego Sztandaru Pracy Uzbeckiej SRR (19 grudnia 1930)
- Medal jubileuszowy „XX lat Robotniczo-Chłopskiej Armii Czerwonej” (22 lutego 1938)
- Odznaka "Honorowy Pracownik Czeki/GPU (V)" (20 grudnia 1932)
- Odznaka "Honorowy Pracownik Czeki/GPU (XV)"